# Ephesia nigricans
Ephesia nigricans là một loài bướm đêm trong họ Noctuidae.